# Mindent a szerelemért
A Mindent a szerelemért (portugálul: Por Amor) egy brazil teleregény, amit a Globo sugárzott 1997 és 1998 között. Magyarországon 1999 és 2000 között sugározta az MTV1.

## Történet
Helena több mint egyszerű édesanya: lányának, Maria Eduardának egyben legjobb barátnője is. Eközben mindent megtesz hogy segítsen és elfogadtassa lányával az alkoholista apját, Orestészt, akitől nem régiben elvált. De Maria Eduarda figyelme nagy szerelmére, Marcelóra terelődik. A fiú az ex-barátnője, Laura zaklatásától szenved, aki nem hajlandó elfogadni, hogy Marcelonak Eduarda kell. Bosszúból Laura mindent megtesz hogy megkeserítse az új párt életét.
Marcelo édesanyjának, Branca Letíciának sem tetszik fia újdonsült barátnője. Branca egy erősakartú nő, aki szeret mások életébe beleszólni és manipulálni. Domináns, sznob és arrogáns természetű. Marcelo fiát imádja, de a két másik gyerekét folyton piszkálja amiért nincsenek ambícióik az életben: modern és szép lányát, Milenát valamint a rendkívül félénk és esetlen kisebbik fiát Leonardót.
Milena beleszeret a helikopterpilóta Fernandoba, de anyjának nem tetszik a kapcsolata és mindent megtesz hogy szétválassza őket, mert a férfi nem elég vagyonos. Még azt is képes megtenni, hogy Fernando kollégáját Faustót ráveszi hogy a férfinál kábítószert rejtsen el és ezzel börtönbe juttatja a férfit, aki szerencsére hamar kiszabadul.
Branca még barátnője Isabela életét is irányítja, aki Attilióval folytat viszony, a férfival, akibe Branca már régóta szerelmes, de érzelmeit sosem vallotta be a férfinak. Döbbenten veszi észre, hogy a férfi beleszeret Maria Eduarda édesanyjába Helenába. Emiatt dühös és önmagát hibáztatja, amiért 20 év alatt sosem tudta elmondani neki mit érez a férfi iránt. Rövid viszony után Branca nagy bánatára, Helena és Attilio összeházasodik.
Helena és Eduarda, anya és lánya egyszerre esik teherbe, a szülés ugyanazon a napon indul be mindkettejüknél és a kórházban egy fiatal orvos, César vezeti le a szülést, aki minidg is szerelmes volt Eduardaba. Helena fia egészségesen megszületik és 40 éves kora ellenére könnyen megy a szülés, Eduardanál viszont komplikációk lépnek fel a szüléskor és a magzat halva születik meg valamint a vérzések miatt el kell távolítani a méhét, ami miatt nem lehet többé gyereke.
Helenában ekkor az anyai érzések eluralkodnak. Hogy megmentse lányát a csalódástól és a szörnyű hírtől rábeszéli Cesart hogy cserélje el a halva született gyereket az övével és így Eduarda azt hiszi egészséges gyereket szült.
Helena és Attilio viszonya innentől megromlik, mert a férfi nem tudja feldolgozni a tényt, hogy közös gyermekük halva született meg.

## Szereplők
| Actor                    | Character                        |
| ------------------------ | -------------------------------- |
| Regina Duarte            | Helena Viana                     |
| Gabriela Duarte          | Maria Eduarda Viana Greco        |
| Antônio Fagundes         | Atílio Novelli                   |
| Fábio Assunção           | Marcelo de Barros Mota           |
| Susana Vieira            | Branca Letícia de Barros Mota    |
| Vivianne Pasmanter       | Laura Saboya Trajano             |
| Carolina Ferraz          | Milena de Barros Mota            |
| Eduardo Moscovis         | Fernando "Nando" Gonzaga         |
| Paulo José               | Orestes Greco                    |
| Regina Braga             | Lídia Gonzaga                    |
| Cecília Dassi            | Sandra "Sandrinha" Gonzaga Greco |
| Murilo Benício           | Leonardo "Léo" de Barros Mota    |
| Vera Holtz               | Sirléia Batalha                  |
| Marco Ricca              | Nestor Pereira                   |
| Carolina Dieckmann       | Catarina "Caty" Batalha Pereira  |
| Eloísa Mafalda           | Leonor Batalha                   |
| José Carlos Sanches      | Fausto Ribeiro                   |
| Marcelo Serrado          | Dr. César Andrade                |
| Flávia Bonato            | Dr. Anita Duarte                 |
| Françoise Forton         | Margarida "Meg" Saboya Trajano   |
| Ricardo Petraglia        | Trajano                          |
| Maria Ceiça              | Márcia                           |
| Maria Zilda Bethlem      | Flávia                           |
| Carlos Eduardo Dolabella | Arnaldo de Barros Mota           |
| Cássia Kiss              | Isabel Lafayette                 |
| Ângela Vieira            | Virgínia                         |
| Odilon Wagner            | Rafael                           |
| Ângelo Paes Leme         | Rodrigo                          |
| Júlia Almeida            | Natália Saboya Trajano           |
| Karina Perez             | Rose                             |
| Stella Maria Rodrigues   | Zilá                             |
| Larissa Queiroz          | Juliana                          |